# Neptunov vodnjak (Giambologna)
Neptunov vodnjak (italijansko Fontana di Nettuno) je monumentalna fontana, ki stoji na istoimenskem trgu Piazza del Nettuno, ob trgu Piazza Maggiore v Bologni v Italiji. Vodnjak je vzorčni primer manierističnega italijanskega okusa dvorne elite sredi 16. stoletja.

## Zgodovina
Gradnjo vodnjaka je naročil kardinal legat Karel Boromejski, da simbolizira srečno nedavno izvolitev strica za papeža Pija IV. Da bi pridobil prostor za vodnjak, je bilo treba porušiti celotno zgradbo.
Zasnovo in montažo vodnjaka je zaključil palermitski arhitekt Tommaso Laureti leta 1563. Vodnjak je bil dokončan leta 1565. Bronasta figura boga Neptuna v naravni velikosti je bila dokončana in pritrjena okoli leta 1567. Kip je bil zgodnji načrt Giambologne , ki je poslal model za Neptunov vodnjak v Firencah, a je izgubil naročilo proti Bacciju Bandinelliju.

## Opis
Neptunov vodnjak ima za osnovo tri stopnice, na katerih je bazen iz lokalnega balvana in pokrit z marmorjem iz Verone. V središču bazena je podstavek, kjer so štiri Nereide, ki se držijo za prsi, iz katerih se pojavijo curki vode. Podnožje je okrašeno s pontifikatnimi emblemi, okraski, ki - povezani s štirimi kerubini - zadržujejo delfine (ki so alegorična predstavitev večjih rek s takrat znanih koncev sveta: Ganges, Nil, reka Amazonka in Donava. V središču tega podstavka se dviga veličastna figura Neptuna, ki jo je izklesal Giambologna; kip je tipičen izraz manieristične teatralnosti.
Neptun v gosposki gesti iztegne levo roko in zdi se, da želi pomiriti valove; ta drža se razlaga kot simbolično vzvišenost nove moči papeža Pija IV.: tako kot je bil Neptun gospodar morja, je bil papež gospodar Bologne in sveta.

## Napis
Na štirih straneh bazena so štirje napisi v latinščini, ki dajejo ozadje konstrukciji vodnjaka:
1. Fori Ornamento (za okrasitev trga);
2. Aere Publico (zgrajen po zaslugi javnega denarja);
3. Populi Commodo (zgrajen za ljudi);
4. MDLXIIII (zgrajen leta 1564; datum pa je napačen, saj je bil vodnjak uradno dokončan leta 1566).

V osnovo so nato vpisani tudi štirje glavni viri politične moči za Bologno:
1. Pius IIII Pont. Max (papež Pij IV.)
2. Petrus Donatus Caesius Gubernator;
3. Carolus Borromaeus Cardinalis; (Kardinal Karel Boromejski)
4. S.P.Q.B. (Senatus Populusque Bonononiensis) (senat v Bologni)

## Simbolizem
Trizob Neptunovega kipa je navdihnil in sta ga uporabila brata Maserati kot emblem za svoj prvi avtomobil, Maserati Tipo 26. Logotip je leta 1920 na predlog družinskega prijatelja, markiza, realiziral eden od bratov Mario Maserati Diego de Sterlich. To je še danes logotip avtomobilske družbe Maserati.
Vodnjak in njegova skulptura sta med najbolj ikoničnimi simboli mesta, sklic nanj pa najdemo v številnih simbolih, reklamah in logotipih. Sem spada tudi zgodovinska študentska bratovščina (Goliardia) Excelsa Neptuni Balla, na emblemu katerega sta dva trizoba.

## Kopije
Obstaja več kopij vodnjaka po vsem svetu, na primer v Laeknu (predmestje Bruslja), ki ga je naročil kralj Leopold II. Belgijski, v  Palos Verdes Estates v Kaliforniji in v Batumiju v Gruziji. Kopijo kipa Neptuna lahko najdemo na vhodu v muzej Yamato v Hirošimi na Japonskem, medtem ko je zasedba - izdelana leta 1907 - v bolonjskem arheološkem muzeju.